# Une enfant du siècle
Une enfant du siècle (Una hija del siglo), es el título del cuarto álbum de estudio de la cantante Alizée el cual salió a la venta el 29 de marzo del 2010. El álbum fue alabado por la crítica, considerándolo como una obra maestra y un alabado cambio radical en todo sentido. Los encuestados elogiaron el álbum por su carácter maduro, abstracto y sobrio, la dirección musical de Alizée, llamándolo su "más arriesgado registro".

## Sinopsis
La trama del álbum es la vida de la modelo estadounidense Edie Sedgwick desde su nacimiento hasta su muerte. Y aunque Andy Warhol no se menciona en las letras del álbum, en algunas ocasiones que se le presentan.

## Comercialización
Para la promoción del álbum la corsa hizo una sesión de fotos para su álbum, que en preventa estaba a la venta en una edición de lujo en su web oficial. La venta de la edición especial concluyó el 21 de febrero de ese año. Para promover el álbum, la cantante apareció en la revista francesa Technikart, con la mirada de la cantante Madonna de su single "Like a Virgin" y un concierto de liberación en el Point Ephémère lounge de París.
Participó en el homenaje a Serge Gainsbourg en Tel Aviv con la portada del sencillo "Dis-lui toi que je t'aime" por Vanessa Paradis acompañada por la Orquesta Nacional de la Ópera Salón Nacional y otras presentaciones especiales con la cantante israelí Harel Skaat y otros artistas con lo que se ganó el respeto y el afecto del país para que su álbum se posicionase en el número uno durante dos semanas en las listas israelíes después de la promoción de Israel. También viajó a Hong Kong para promover el álbum, que se convirtió asimismo en éxito y logró posicionarse en la parte superior de las listas de ventas, de nuevo como un éxito junto con sus tres álbumes anteriores. En Polonia se realizó el vídeo de Limelight, y la promoción mundial del primer sencillo Les Collines (Never Leave You). El vídeo se estrenó la misma semana de salida de ventas y apareció en el canal oficial de YouTube de Alizée, cuyo canal fue el más visto por el público femenino durante su primer fin de semana.

## Crítica
Según la mayoría de los críticos, el material es un excelente álbum en todos los aspectos: musical, producción, letras. Por su carácter sobrio con un pop abstracto, profundo, artístico y mainstream.
El álbum fue considerado un fracaso comercialmente hablando, con pocas ventas en su primera semana, pero contrariando con la opinión de la crítica argumentando que ese tipo de arte quizá no era para todos los públicos y considerándolo un acierto en la carrera de Alizée, comparándolo con el trabajo más alternativo o indie que ella haya hecho.

## Lista de canciones
Track list completo:

| N.º | Título                           | Escritor(es)                                                                             | Productor(s)    | Duración |  |
| 1.  | «Éden, Éden»                     | Jean-René Etienne, Rob                                                                   | Chateau Marmont | 4:22     |  |
| 2.  | «Grand Central»                  | Jérôme Échenoz, Jean-René Etienne, Rebecca Zlotowski, Tahiti Boy and the Palmtree Family | Jérôme Échenoz  | 3:24     |  |
| 3.  | «Limelight»                      | Chateau Marmont                                                                          | Chateau Marmont | 5:09     |  |
| 4.  | «La Çandida»                     | Adan Jodorowsky, Rob                                                                     | Chateau Marmont | 2:14     |  |
| 5.  | «Les collines (Never Leave You)» | Jean-René Etienne, Chateau Marmont                                                       | Chateau Marmont | 3:43     |  |
| 6.  | «14 décembre»                    | Jean-René Etienne, Chateau Marmont                                                       | Chateau Marmont | 3:18     |  |
| 7.  | «À cœur fendre»                  | Jean-René Etienne, Chateau Marmont                                                       | Chateau Marmont | 3:07     |  |
| 8.  | «Factory Girl»                   | Jérôme Echenoz, Jean-René Etienne, David Rubato                                          | David Rubato    | 4:11     |  |
| 9.  | «Une fille difficile»            | Jean-René Etienne, Jean-Baptiste de Laubier                                              | Chateau Marmont | 3:41     |  |
| 10. | «Mes fantômes»                   | Jean-René Etienne, Rob                                                                   | Chateau Marmont | 3:16     |  |

## Sencillos
El primer sencillo del álbum es Les Collines (Never Leave You), el cual tuvo un éxito moderado en las radios francesas y en las de otros países. El sencillo se estrenó en países como Japón, Bélgica, México, El Salvador, Argentina, Colombia etc. El video también tuvo éxito en las cadenas de videocharts franceses y latinoamericanas. Fue bien recibido en México debutando en el número de 2 de iTunes.

## Charts
| Lista                             | Semana Anterior | Esta Semana | Posición máxima | Semanas en el top |
| --------------------------------- | --------------- | ----------- | --------------- | ----------------- |
| Charts in France                  | 67              | --          | 24              | 3                 |
| Digital Albums Charts in France   | 10              | 8           | 8               | 2                 |
| Bélgica Album Charts              | 99              | 60          | 60              | 3                 |
| Ultra Top Musica France           | 91              | 91          | 91              | 2                 |
| Virgin Variété Française Albums   | 15              | --          | 9               | 4                 |
| Mixup music world México          | 1               | 2           | 1               | 3                 |
| Mixup English Music Top 15        | 13              | --          | 8               | 3                 |
| Amprofon English Top Chart México | 13              | --          | 8               | 4                 |
| Amprofon Top 100 México           | 36              | 55          | 22              | 3                 |